# Séisme du 20 février 1835 à Concepción
Le séisme du 20 février 1835 à Concepción au Chili se produit à 11 h 30 heure locale, dans la région des villes de Concepción et Talcahuano, au bord du Pacifique. D'une magnitude estimée à 8,5, il cause la destruction quasi-totale de Concepción et un tsunami qui achève de ravager Talcahuano. Toute la région comprise entre San Fernando au nord et Osorno au sud est affectée et le séisme est ressenti bien au-delà, de Copiapó au nord jusqu'à l'île de Chiloé au sud et aux îles Juan Fernández à l'ouest. Malgré l'importance des destructions, il n'y aurait que moins d'une centaine de morts et disparus.
Charles Darwin se trouve le jour même à Valdivia, à environ 330 kilomètres au sud de Concepción. Il ressent le séisme et en constate les effets, qu'il décrit dans son ouvrage Voyage d'un naturaliste autour du monde (Le Voyage du Beagle). Ses observations le conduisent à émettre de nouvelles théories quant aux mouvements de la croûte terrestre.
La région de Concepción est soumise à un risque sismique important : outre celui de 1835, les séismes de février 1570, de mai 1751 et de mai 1960 ont été destructeurs.

## Contexte tectonique
Le séisme s'inscrit dans le processus de collision de deux plaques tectoniques à l'origine de l'orogenèse andine et de la formation de la Cordillère des Andes. Il est une conséquence du phénomène de subduction par lequel la lithosphère océanique du Pacifique (la plaque de Nazca, qui se déplace vers le nord-est) s'enfonce sous la plaque sud-américaine, qui se déplace vers l'ouest. Les Andes s'élèvent depuis l'Oligocène il y a trente millions d'années.

## Description
L'épicentre du séisme se trouve tout près de la ville de Concepción.
Il est possible que le séisme ait été précédé par de premières secousses de faible intensité, car le 14 février, Santiago a subi une faible secousse qui a duré vingt secondes. Des lavandières ont rapporté qu'au tout début du séisme, l'eau de la rivière a soudainement monté d'environ cinquante centimètres. Le séisme a commencé par de faibles secousses qui sont très rapidement devenues plus fortes, ce qui a incité la population à sortir des bâtiments. Les secousses ont été assez fortes pour faire tomber des cavaliers de leur selle. La secousse principale a duré de cinq à dix secondes et a détruit la plupart des constructions. Des fissures se sont ouvertes dans le sol, dans un fracas assourdissant.
Des bâtiments ont été endommagés à Osorno à quatre-cents kilomètres au sud et à San Fernando à trois-cents kilomètres au nord.
Le bilan officiel est d'au moins cinquante morts, dix blessés graves, trente disparus et plus de cinq-cents blessés légers, pour une population totale de plus de cinq-mille personnes.
À Concepción, plus de trois-cents répliques ont été décomptées entre le 20 février et 4 mars.
Le sous-intendant local rend ainsi compte de la catastrophe dans son rapport : « Un terremoto tremendo ha concluido con esta población. No hay un templo, una casa pública, una particular, un solo cuarto ; todo ha concluido : la ruina es completa. El horror ha sido espantoso. No hay esperanzas en Concepción. Las familias andan errantes y fugitivas ; no hay albergue seguro que las esconda ; todo, todo ha concluido ; nuestro siglo no ha visto una ruina tan excesiva ni tan completa » (« Un formidable tremblement de terre a détruit cette population. Il n'y a plus une église, plus une maison publique, plus une maison privée, plus une seule pièce ; tout a disparu : la ruine est totale. L'horreur a été épouvantable. Il n'y a plus d'espoir à Concepción. Les familles errent et fuient ; il n'y a pas d'abri sûr pour les cacher ; tout, tout est fini ; notre siècle n'a jamais vu une ruine aussi démesurée et complète. »).

## La relation de Darwin
De 1831 à 1836 Charles Darwin effectue son long périple à bord du HMS Beagle (navire britannique qui accomplit alors le deuxième de ses voyages d'exploration scientifique). Il consacre de nombreuses pages de son récit (dans le chapitre XIV, « Chiloe and Concepcion : great earthquake ») au séisme et à ses conséquences dont il est un témoin oculaire et livre de riches descriptions du phénomène, « le plus violent tremblement de terre qui de mémoire d'homme se soit produit ici ».
Le 20 février 1835, Darwin se trouve tout près de Valdivia, à environ 330 kilomètres au sud de Concepción et de la région de l'épicentre. Malgré la distance, il ressent la secousse : « Le tremblement de terre commença soudainement et dura deux minutes. [...] Le tremblement du sol était très sensible. [...] On n'éprouvait aucune difficulté à se tenir debout ; mais le mouvement me donna presque le mal de mer. [...] Le capitaine FitzRoy et quelques officiers se trouvaient alors dans la ville ; là l'effet fut beaucoup plus frappant, car, bien que les maisons construites en bois n'aient pas été renversées, elles n'en furent pas moins violemment ébranlées. Tous les habitants, saisis d'une folle terreur, se précipitèrent dans les rues ». Darwin décrit la brusque variation du niveau de l'océan qui se produit ensuite, alors que la marée était basse : « Le choc affecta curieusement la mer [...] l'eau vint très vite à la côte, mais sans former de grandes vagues, et s'éleva rapidement jusqu'au niveau des grandes marées, puis reprit son niveau aussi rapidement ».
Le 4 mars, le Beagle entre dans le port de Concepción et Darwin vient rapidement à terre sur l'île Quiriquina. Il y recueille le témoignage d'un habitant qui lui annonce qu'« il n'y a plus une seule maison debout ni à Concepción ni à Talcahuano (le port) ; que soixante-dix villages ont été détruits, et qu'une vague immense a presque enlevé les ruines de Talcahuano ». Il constate par lui-même que « la côte entière est jonchée de poutres et de meubles, tout comme si un millier de vaisseaux étaient venus se briser là. Outre les chaises, les tables, les casiers, etc., on voit les toits de plusieurs cottages qui ont été transportés presque tout entiers [...]. L'effroyable puissance du tremblement de terre avait d'ailleurs laissé sur l'île elle-même autant de traces que la grande vague en avait laissé sur la côte. Dans bien des endroits on voyait de profondes fissures dans la direction du nord au sud [...]. Près de la falaise, quelques-unes de ces fissures avaient un mètre de largeur. Des masses énormes étaient déjà tombées sur la plage... ».

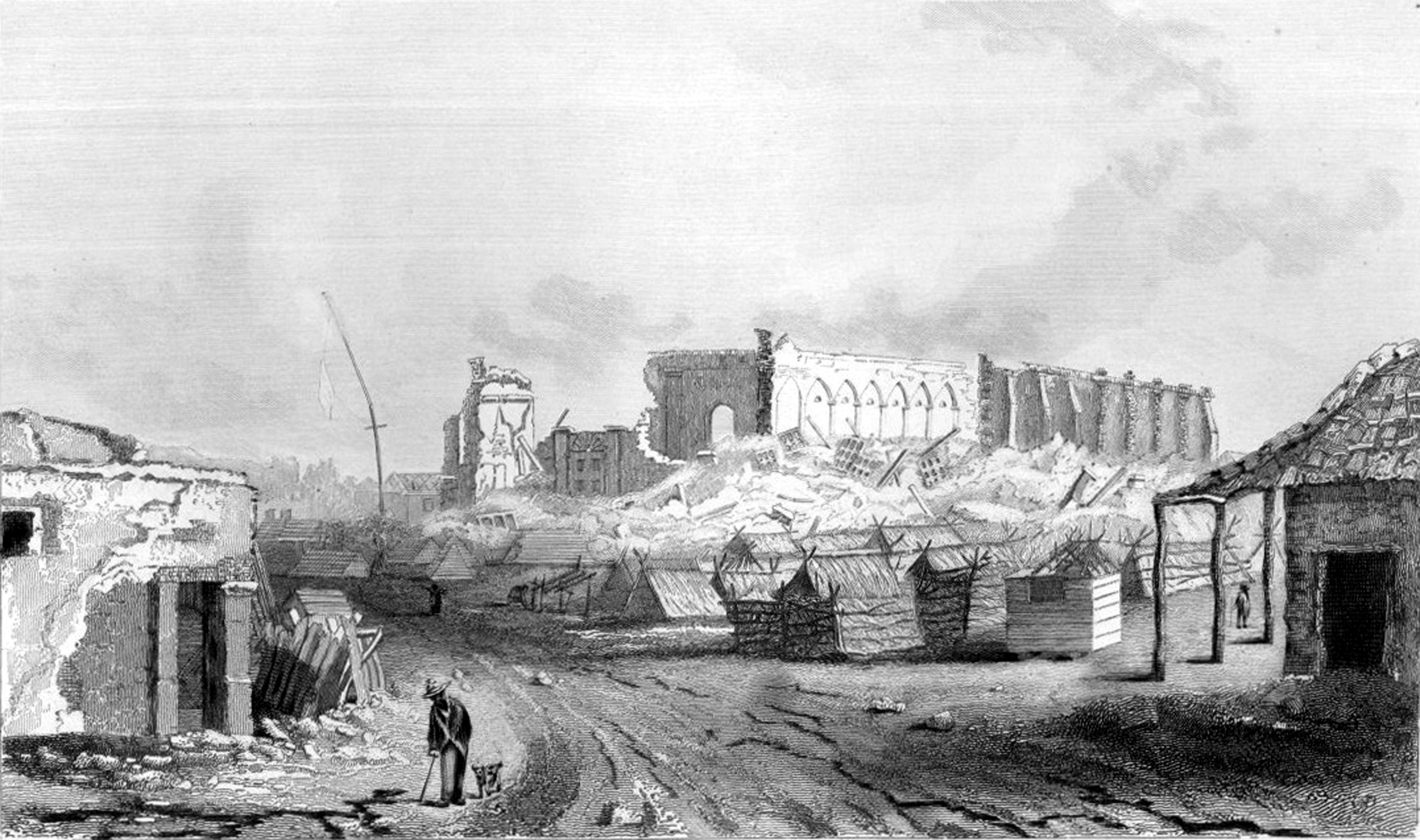
Ruines de la cathédrale de Concepción après le séisme.

Le 5 mars, Darwin se rend à Talcahuano puis à Concepción, qu'il décrit ainsi : « Ces deux villes présentent le spectacle le plus terrible, mais en même temps le plus intéressant qu'il m'ait jamais été donné de contempler [...] ; les ruines étaient si complètement entremêlées qu'on ne pouvait se faire aucune idée de ce qu'étaient ces villes auparavant ; à peine pouvait-on croire que ces amoncellements de débris avaient servi d'habitations. [...] À Concepción, chaque rangée de maisons, chaque maison isolée, formait un amas de ruines bien distinct ; à Talcahuano, au contraire, la vague qui avait suivi le tremblement de terre et qui avait inondé la ville n'avait plus laissé en se retirant qu'un amas confus de briques, de tuiles et de poutres et çà et là un mur encore debout ».
Malgré l'ampleur des destructions, Darwin rapporte qu'« il n'y eut, en somme, qu'une centaine de victimes, grâce à la coutume invariable que l'on a de s'élancer au dehors des maisons dès que l'on sent le sol trembler ». Pourtant, il « avoue qu'il [lui] est difficile de comprendre comment le plus grand nombre des habitants échappa à la catastrophe ».
Darwin décrit également le phénomène de tsunami d'après les témoignages oculaires : « Quelques instants après le choc, on vit, à une distance de trois ou quatre milles, une vague énorme s'avancer au milieu de la baie. Aucune trace d'écume sur cette vague, qui paraissait inoffensive, mais qui, le long de la côte, renversait les maisons et déracinait les arbres avec une force irrésistible. Arrivée au fond de la baie, elle se brisa en vagues écumeuses qui s’élevèrent à une hauteur de vingt-trois pieds [sept mètres] au-dessus des plus hautes marées. La force de ces vagues devait être énorme, car, dans la forteresse, elles transportèrent à une distance de quinze pieds [4,5 mètres] un canon et son affût pesant quatre tonnes. Un schooner fut transporté à deux-cents mètres de la côte et s'échoua au milieu des ruines. Deux autres vagues se produisirent et, en se retirant, emportèrent une immense quantité de débris ». Il indique en outre que la progression relativement lente de la vague à travers la baie a laissé le temps à la population de se mettre en sûreté sur les hauteurs et que le tsunami n'a donc fait que peu de victimes.
Darwin souligne enfin les modifications de la topographie survenues avec le séisme : « Les terres, tout autour de la baie de Concepción, se soulevèrent de deux ou trois pieds [60 à 90 cm] ; [...] À l'île Santa María, à environ 30 milles de distance, le soulèvement fut plus considérable encore ; le capitaine FitzRoy trouva, sur une partie de la côte de cette île, des bancs de moules en putréfaction adhérant encore au rocher, à dix pieds [trois mètres] au-dessus de l'élévation des plus grandes marées ».
Il mentionne en outre des phénomènes volcaniques : « Le grand tremblement de terre du 20 ébranla si violemment l'île de Juan Fernández [...] qu'un volcan se mit en éruption sous l'eau tout près de la côte [...] tandis qu'une éruption violente se produisait à l’instant du choc dans deux volcans de la Cordillère en face de Chiloé. Ces deux volcans, ainsi que quelques autres du voisinage, restèrent longtemps en éruption, et dix mois plus tard, ils donnèrent encore des signes d’activité à la suite d'un nouveau tremblement de terre à Concepción » .
Le Beagle quitte Concepción après trois journées sur place, le 7 mars 1835.

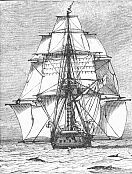
Le HMS Beagle sous voile.

## Suites des observations de Darwin sur le séisme de Concepción quant aux mouvements de la croûte terrestre

### Explication de l'orogenèse
Le 7 mars 1838, Darwin fait une communication à la Société géologique de Londres au cours de laquelle il présente ses nombreuses observations menées en Amérique du Sud et établit un lien entre le séisme de Concepción, le tsunami, et des mouvements de la croûte terrestre. Cette présentation est intitulée « On the connexion of certain volcanic phaenomena, and on the formation of mountain-chains and volcanos, as the effects of continental elevations » (« Sur la connexion de certains phénomènes volcaniques et sur la formation de chaînes de montagnes et de volcans, en tant qu'effets de l'élévation des continents »),.
Il postule les éléments suivants : « En résumant les preuves des phénomènes accompagnant les tremblements de terre, l'auteur est d'avis que les conclusions suivantes peuvent être tirées :

1) Le choc primaire d'un tremblement de terre est causé par une violente déchirure des strates qui, sur la côte du Chili et du Pérou, semble généralement se produire au fond de la mer voisine.

2) Qu'il est suivi de nombreuses fractures mineures qui, bien que s'étendant vers le haut, n'atteignent pas la surface, sauf dans les volcans sous-marins.

3) Que la zone ainsi fissurée s'étend parallèlement, ou à peu près, aux montagnes côtières voisines.

4) Le tremblement de terre soulage la force souterraine, exactement de la même manière qu'une éruption dans un volcan ordinaire. ».
Il en conclut « que le tremblement de terre de Concepción marquait une étape dans l'élévation d'une chaîne de montagnes » ; et il cite, « à l'appui de cette opinion, le fait observé par le capitaine Fitzroy, [...] que l'île de Santa Maria, située à 35 milles au sud-ouest de cette ville, était trois fois plus élevée que la côte soulevée près de Concepción ; soit, à l'extrémité sud de l'île, huit pieds ; au milieu, neuf pieds ; et à l'extrémité nord, plus de dix pieds ; et qu'à Tubal, au sud-est de Santa María, la terre était surélevée de six pieds ; ce changement inégal de niveau indique [...] un axe d'élévation dans le fond de la mer, au large de l'extrémité nord de Santa María ».
Allant à l'encontre des théories de son temps, notamment de celle du refroidissement de la Terre qui expliquerait l'orogenèse, Darwin émet alors l'idée que « les chaînes de montagnes et les volcans sont dus à la même cause, et peuvent être considérés comme de simples phénomènes subsidiaires, accompagnant les élévations continentales ; que les élévations continentales et l'action des volcans sont des phénomènes actuellement en cours, causés par un changement lent mais important à l'intérieur de la terre ; et, par conséquent, que l'on peut s'attendre à ce que la formation des chaînes de montagnes soit également en cours, et à un rythme dont on peut juger par l'une ou l'autre action, mais plus clairement par la croissance des volcans ».
Darwin rejoint ainsi Charles Lyell, tenant de l'uniformitarisme et de l'évolution lente de la Terre soumise à des forces toujours à l’œuvre, à l'opposé du catastrophisme, qui postule une Terre issue de grands événements mentionnés dans la Bible et depuis inchangée.

### Lien entre le séisme et l'activité volcanique
Darwin fait le lien entre le séisme et l'activité de plusieurs volcans : il postule que le séisme pourrait avoir déclenché ces éruptions. Des chercheurs (Linde et Sacks, 1998, Manga et Brodsky, 2006) ont plus tard considéré que l'éruption de 1835 du volcan Osorno était caractéristique d'un couple séisme-éruption. Mais des recherches ultérieures (Lara, Orozco et Piña-Gauthier, 2012) ont montré que s'il existait un lien entre le séisme et l'éruption du volcan Osorno, le premier n'était pas le déclencheur de la deuxième. Le séisme a en effet eu lieu un mois après le début de l'éruption
La recherche a également montré qu'il n'y avait pas eu de déplacement horizontal significatif provoqué par le séisme, dans la région du volcan.
Dans sa présentation de 1838 à la Société géologique de Londres, Darwin relève que « quelques jours après le tremblement de terre, plusieurs volcans des Cordillères, au nord de Concepcion, bien qu'auparavant tranquilles, étaient en pleine activité. Il est cependant douteux que le volcan d'Antujo, situé presque à la latitude de Concepción, ait été affecté, tandis que l'île de Juan Fernandez, à 360 miles au nord-est de la ville, a été apparemment plus violemment secouée que la côte opposée de la terre ferme. Près de la pointe de Bacalao, un volcan sous-marin a éclaté dans soixante-neuf brasses d'eau et a continué à agir pendant la journée et une partie de la nuit suivante. Cette île a également été touchée de manière remarquable par le tremblement de terre qui a renversé Concepción en 1751 ».